# Bedulita
Bedulita [beduˈliːta] (Bedülìda [bɛdyˈlida] in dialetto bergamasco) è un comune italiano di 725 abitanti della provincia di Bergamo in Lombardia. 
È situato in Valle Imagna.

## Origine del nome
Il bome della località deriva dai boschi di betulle presenti sul territorio. La prima indicazione della denominazione “Bedolito” risale al 1030 quando un prato presente sul territorio veniva così denominato veniva venduto da un certo Ambrogio da Brembate a Giovanni del Vico Cara di Almenno.

## Storia
Il paese vanta una storia millenaria. Risalgono approssimativamente all'anno 1000 le origini di questo borgo posto a mezza costa sul monte Albenza, anche se è presumibile che vi fossero insediamenti umani già molti secoli prima di questa data, come si evince da alcuni ritrovamenti avvenuti nella grotta denominata Buco del Corno, dove sono stati portati alla luce frammenti di ceramica.
Si presume inoltre che già in epoca longobarda fossero presenti piccoli agglomerati, tanto che il paese originariamente veniva chiamato con il nome di San Michil, in onore al santo venerato dai Longobardi stessi e che tuttora è il patrono della parrocchia.
È comunque in epoca medievale che il paese comincia ad assumere una fisionomia ben precisa, tanto da essere citato in documenti ufficiali per la prima volta nell'anno 1219. La tradizione vuole che il toponimo prenda spunto dal contesto naturalistico, un grande bosco di betulle (appunto beduletas), che avvolgeva il paese.
L'epoca medievale vide imperversare nella zona scontri cruenti, molto più che nelle altre zone della provincia bergamasca, tra guelfi e ghibellini. Questo per il fatto che la valle Imagna, prevalentemente guelfa, era in netta contrapposizione con l'attigua valle Brembilla, schierata con i ghibellini. In tutta la zona sorsero castelli e fortificazioni, e Bedulita non fu da meno: a tal riguardo esistono alcuni resti di costruzioni, tra le quali spicca il campanile dell'attuale chiesa, sorto appunto su una torre utilizzata a scopi difensivi risalente ad un periodo compreso tra il XII ed il XIII secolo.
I primi scontri videro prevalere i guelfi, tanto che i ghibellini chiesero aiuto ai Visconti, signori di Milano. Questi riuscirono a sconfiggere gli avversari e ad estendere il proprio dominio sulle valli della zona. Il modo con cui infierirono sugli avversari portò i guelfi a cercare più volte la vendetta con ulteriori uccisioni.
Dopo continui ribaltamenti di fronte il dominio dei Visconti e dei ghibellini fu definitivo, anche se il rancore guelfo dava spesso seguito a rivolte popolari, avvenute anche a Bedulita nel 1363, nel 1376 e nel 1407, e soffocate con le armi.
La situazione si rovesciò quando la zona passò sotto il controllo della repubblica di Venezia che, in contrapposizione con i Visconti, sosteneva lo schieramento guelfo. Seguirono distruzioni nei confronti dei possedimenti ghibellini, mentre i paesi guelfi, tra cui Bedulita, ebbero un trattamento di favore come citato in documenti dell'epoca:
(Effemeridi di padre Donato Calvi)

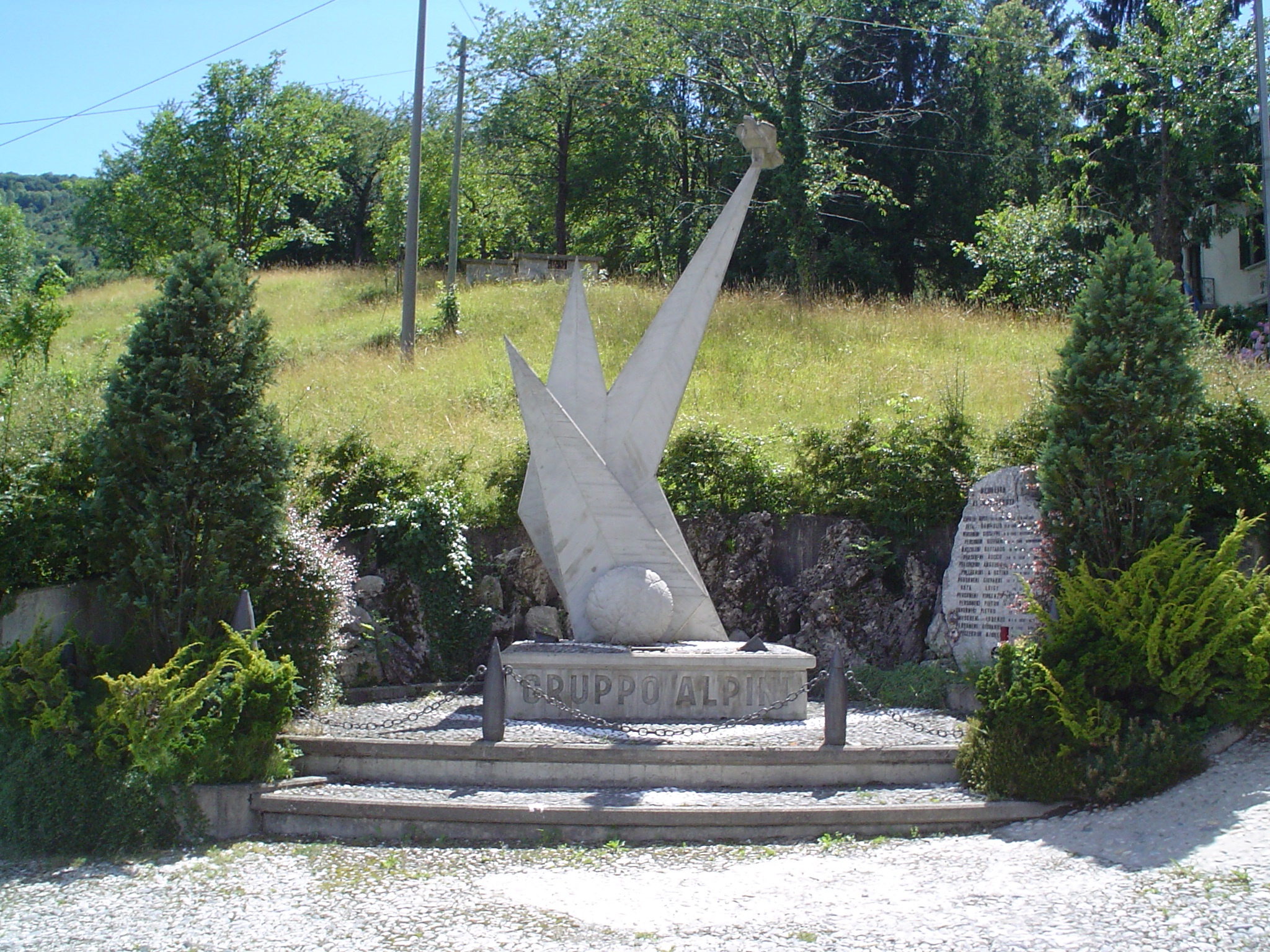
Il monumento agli Alpini

Nel corso degli anni andò acquisendo sempre maggiore prestigio la locale famiglia dei Personeni, che annoverò tra le sue file illustri personaggi, tra cui spiccano Aurelio, cognato di papa Clemente VIII, e Cinzio, elevato al porporato.
Un fatto curioso vide protagonista l'intera comunità nel 1756: in epoca illuminista, il ruolo centrale della chiesa cattolica era messo in discussione dalle teorie del tempo, divulgate nella zona da numerosi adepti. Gli abitanti si riunirono così presso il Ponte Giurino dove giurarono fedeltà alla chiesa romana.
I secoli successivi videro pochi fatti di rilievo coinvolgere la piccola comunità che, forte del proprio isolamento, seguì le vicende del resto della provincia senza parteciparvi in modo diretto.

### Simboli
Lo stemma e il gonfalone del comune sono stati concessi con decreto del presidente della Repubblica del 27 gennaio 2012.
Il semivolo è un riferimento all'arcangelo Michele, patrono del comune, e riprende anche l'antica denominazione della località, Santo Michel de Badulita; le fasce ondate fanno riferimento al torrente Imagna, che divide il comune Bedulita dal confinante Berbenno, e all'abbondanza d'acqua del territorio.
Nella seconda partizione, la betulla è un'arma parlante con allusione al toponimo Bedulita, secondo l'ipotesi che derivi dal termine lombardo bedola e latino beduletas, "bosco di betulle".
Il gonfalone è un drappo partito di giallo e di rosso.

## Monumenti e luoghi d'interesse

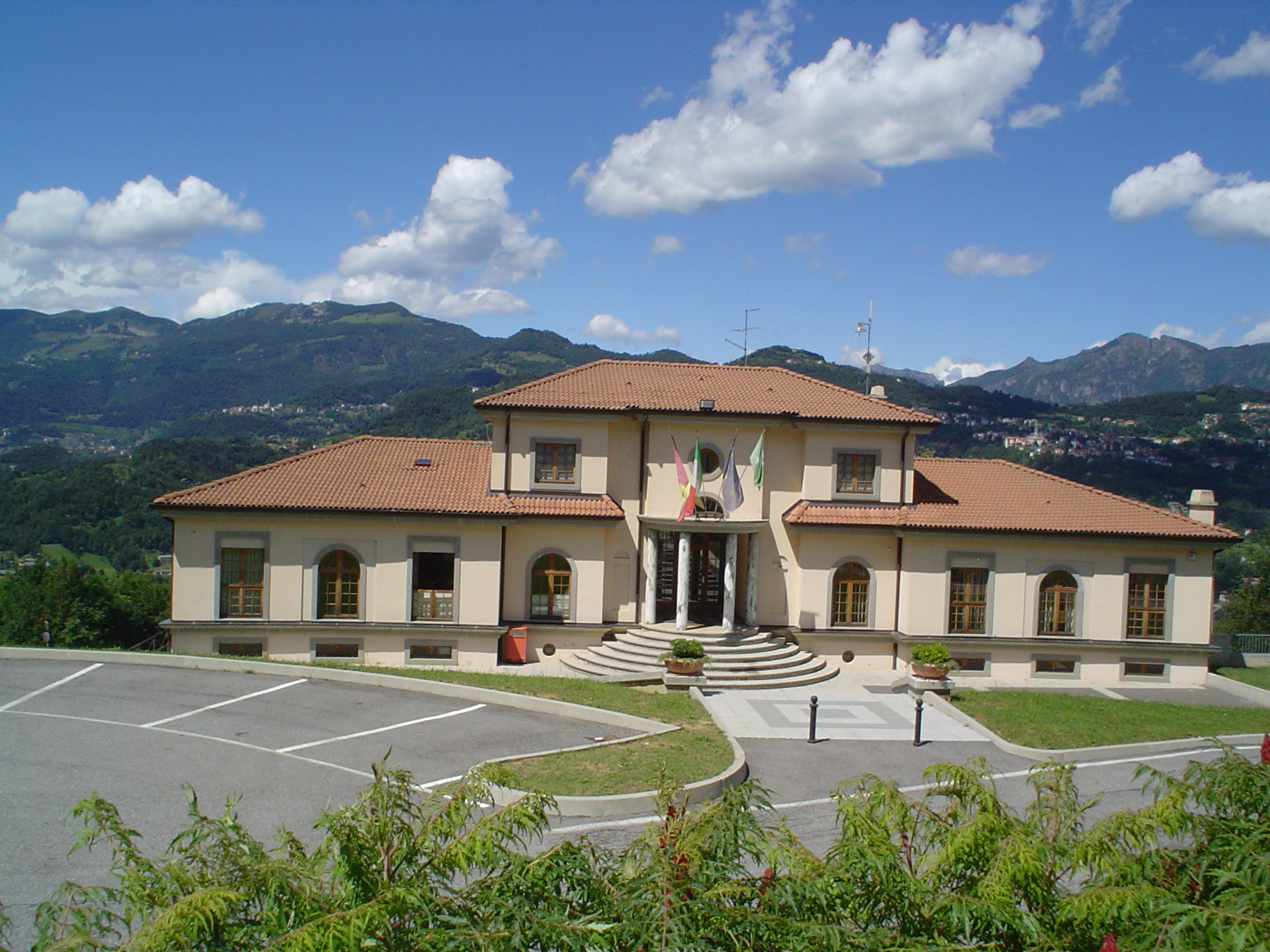
Municipio di Bedulita

La chiesa parrocchiale di San Michele eretta nel 1859 in luogo di un precedente edificio di culto di epoca medievale, possiede affreschi risalenti al XV ed al XVI secolo, nonché dipinti eseguiti da Vincenzo Angelo Orelli.
L'organo, di tipo italiano/lombardo è opera del Perolini, un allievo del Serassi. Si caratterizza per i registri a coulisse e una tavolozza fonica con il tipico ripieno italiano. Ha un manuale con tastiera corta e pedaliera scavezza a leggio. Il campanile conserva la base ed alcune caratteristiche di una fortificazione medievale (risalente al XII secolo), sulla base della quale la chiesa venne costruita.
In località Capersoneni si trova una villa signorile che risale al XV secolo e diede i natali ad Aurelio Personeni.

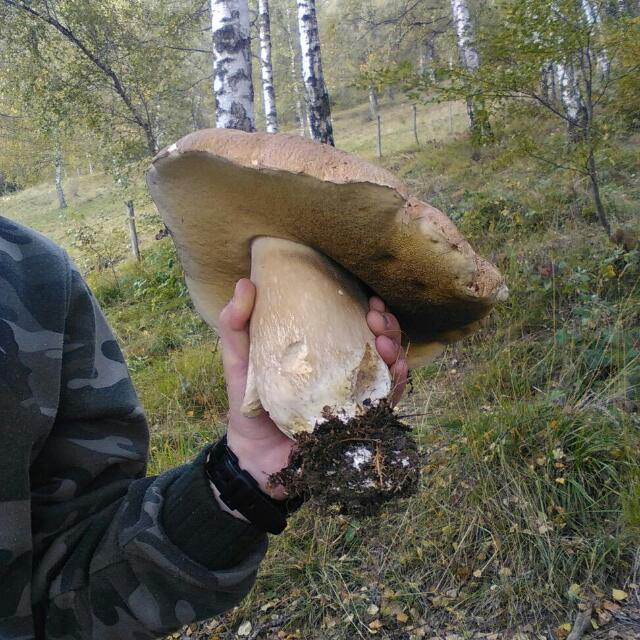
Porcino raccolto nei boschi di Bedulita

Vi sono piccoli ponti che permettono il superamento del torrente Imagna: il ponte Giurino, in struttura romanica, ed il ponte di Berbenno (che divide il comune con il vicino Berbenno) con una struttura a schiena d'asino, risalente al periodo medievale.

## Società

### Evoluzione demografica
Abitanti censiti

## Amministrazione
| Periodo        | Periodo        | Primo cittadino         | Partito              | Carica  | Note                                    |
| -------------- | -------------- | ----------------------- | -------------------- | ------- | --------------------------------------- |
| 1960           | 1965           | Cav. Giuseppe Rota      | Democrazia Cristiana | Sindaco |                                         |
| 1965           | 1970           | Cav. Giuseppe Rota      | Democrazia Cristiana | Sindaco |                                         |
| 1969           | 1970           | Dionisio Mazzoleni      | Democrazia Cristiana | Sindaco | subentra dopo la morte del sindaco Rota |
| 1970           | 1975           | Massimo Personeni       | Democrazia Cristiana | Sindaco |                                         |
| 1975           | 1978           | Ferruccio Personeni     | Democrazia Cristiana | Sindaco |                                         |
| 1978           | 14 maggio 2011 | Alberto Diotti          | Lista civica         | Sindaco |                                         |
| 13 maggio 2001 | 15 maggio 2011 | Roberto Facchinetti     | Lista civica         | Sindaco |                                         |
| 16 maggio 2011 | 5 giugno 2016  | Marco Giuseppe Arrigoni | Lista civica         | Sindaco |                                         |
| 6 giugno 2016  | 4 ottobre 2021 | Roberto Facchinetti     | Lista civica         | Sindaco |                                         |
| 4 ottobre 2021 | "in carica"    | Roberto Facchinetti     | Lista civica         | Sindaco |                                         |

### Progetti per la comunità
Il paese di Bedulita ha molti progetti per gli abitanti tra cui:
- Il rilascio di borse di 155 borse di studio da 300,00 €.[11]
- Controllo dei funghi raccolti dal Micologo dell'ATS di Bergamo.